# Pabellón Rossi
El Pabellón Rossi (en ruso: Павильон Росси) es un pabellón situado a orillas del río Moika en el jardín Mijailovski de San Petersburgo (Rusia). Fue diseñado por el arquitecto Carlo Rossi a principios de la década de 1820 y construido en 1825 durante la remodelación del jardín.
El sitio que actualmente ocupa el pabellón fue anteriormente la ubicación de uno de los primeros palacios imperiales de la ciudad, la Mansión Dorada de la esposa del emperador Pedro el Grande, la emperatriz Catalina. El palacio fue demolido por orden de Catalina la Grande en 1768 y no fue reconstruido hasta principios de la década de 1820 como parte de la construcción del complejo del Palacio Mijailovski. Como parte del nuevo conjunto, los jardines entre el palacio y el río Moika se diseñaron al estilo de un jardín paisajístico inglés. 
El pabellón, diseñado por Rossi en estilo neoclásico, fue construido para ofrecer un área de placer y refrigerio con vista al río, con un muelle donde amarrar los barcos. El pabellón sobrevivió al período soviético y fue parte de la restauración a gran escala del jardín a principios de la década de 2000. Como parte de esta obra, se colocó en el pabellón un busto del arquitecto Carlo Rossi.

## Localización y diseño

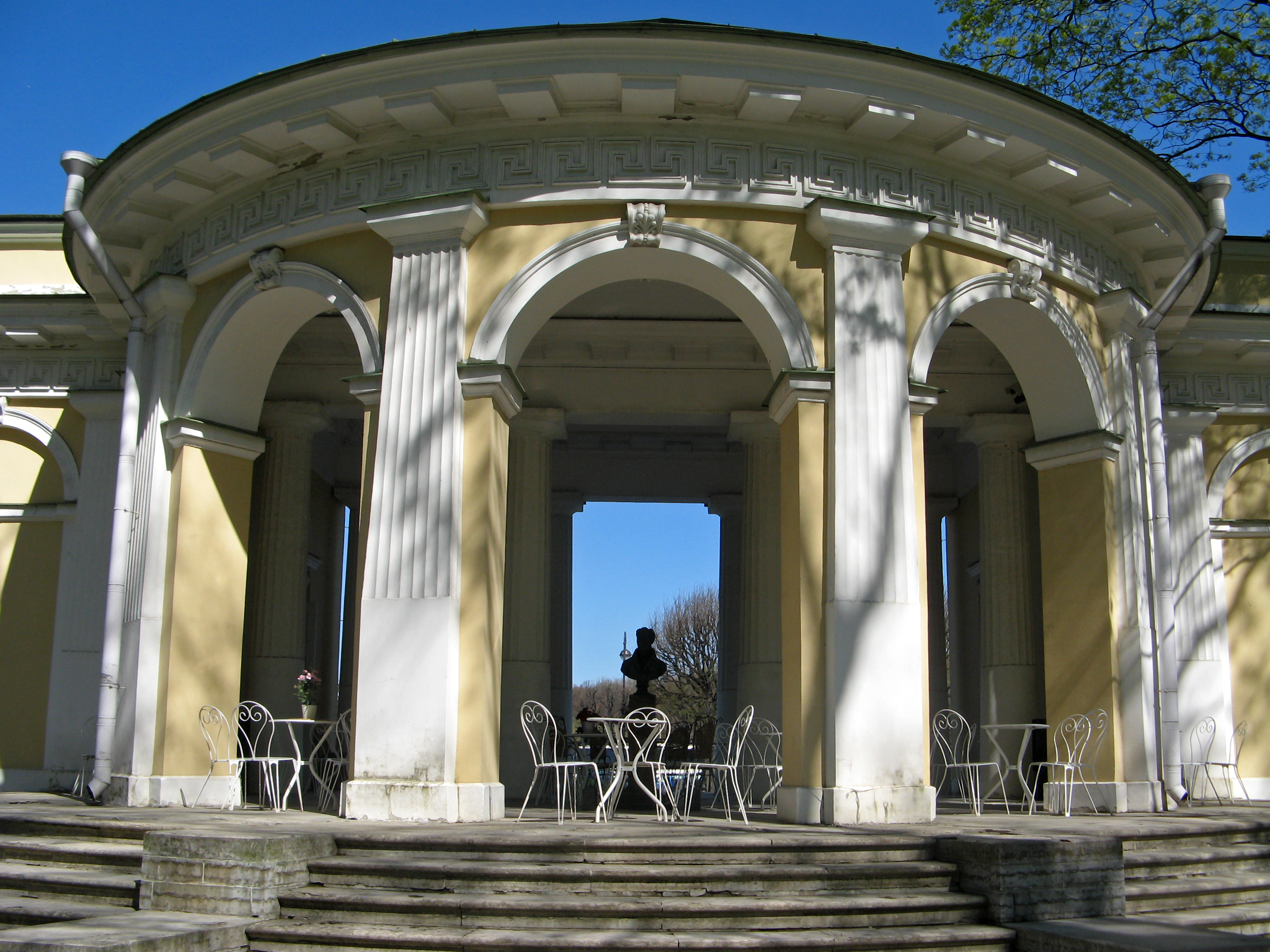
El pabellón visto desde el jardín

El pabellón se encuentra en el extremo norte del Jardín Mijailovski, en la orilla sur del río Moika. Diseñado en estilo neoclásico, tiene una columnata dórica abierta que conecta dos habitaciones cuadradas, vallas de hierro fundido y un muelle en el río al que se accede por dos tramos de escalones de granito.
El pabellón está ubicado al este del jardín, fuera de la línea central del Palacio Mijailovski hacia el sur, pero alineado con la línea central del Campo de Marte hacia el norte. Las explicaciones para esto son que Rossi había planeado construir un segundo pabellón hacia el oeste, creando así una vista simétrica hacia y desde el Palacio Mijailovsk, pero el segundo pabellón nunca se construyó; o que fue una elección deliberada de Rossi conectar el conjunto del palacio con el conjunto del Campo de Marte al otro lado del río.
El lugar del pabellón había estado ocupado anteriormente por la Mansión Dorada de la emperatriz Catalina, esposa de Pedro el Grande. El jardín había sido un regalo de Pedro a su esposa Catalina en 1712 para su residencia, que era una construcción de madera relativamente pequeña, que recibía su nombre de la aguja dorada, con algunas habitaciones decoradas con cuero dorado. Fue demolido por orden de Catalina la Grande en 1768.

## Historia

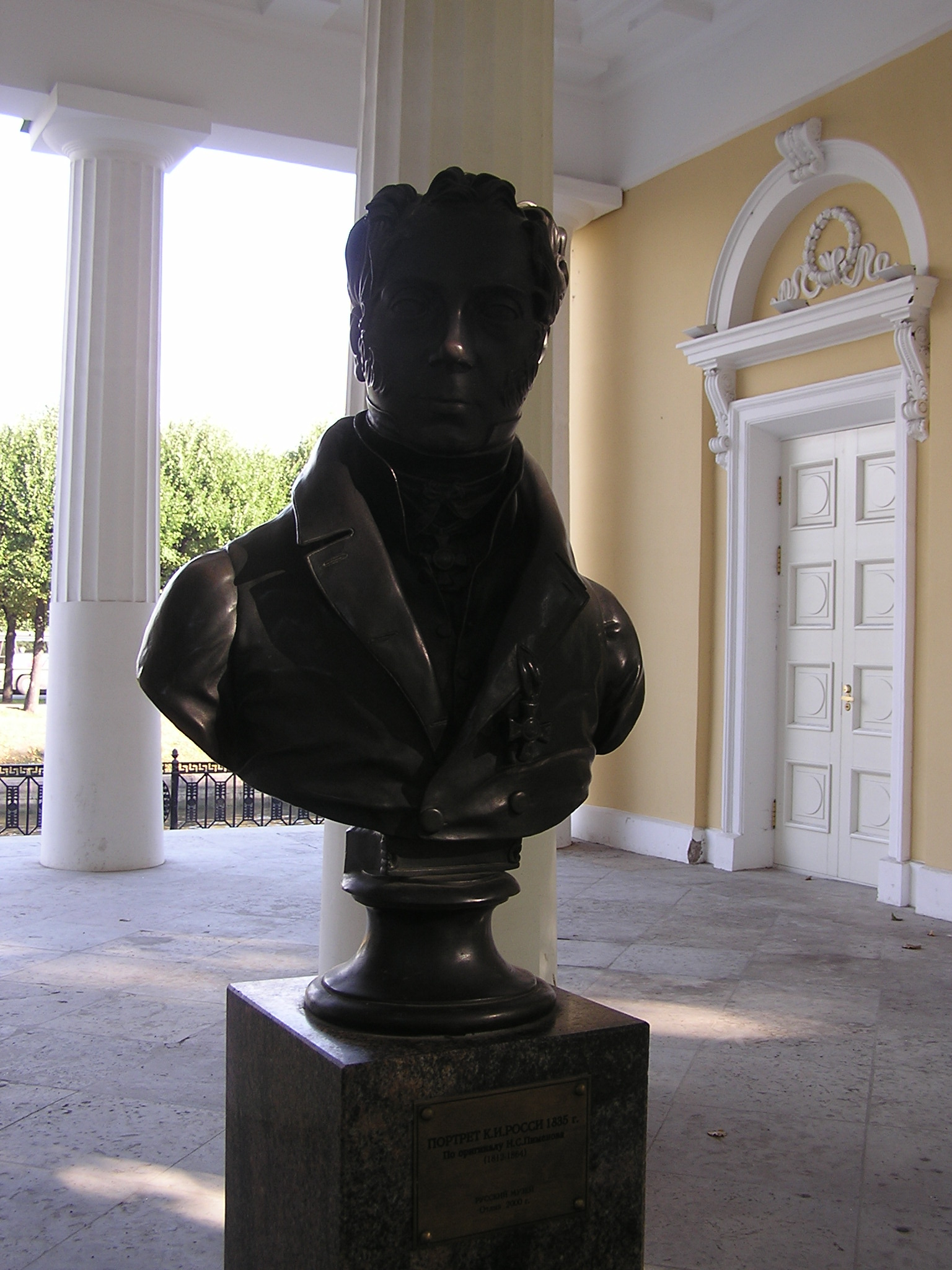
Busto del arquitecto Carlo Rossi en el pabellón

El pabellón formó parte de la reconstrucción general del jardín y sus alrededores, iniciada en 1817 bajo las órdenes del emperador Alejandro I. La pieza central iba a ser un nuevo complejo palaciego para su hermano menor, el gran duque Miguel Pavlovich. El palacio fue diseñado por el arquitecto italiano Carlo Rossi, mientras que los planos del jardín fueron elaborados por Rossi y Adam Menelaws y aprobados por el emperador en abril de 1822. Los planos del jardín siguieron el estilo y las técnicas de los jardines paisajísticos ingleses, que se habían hecho populares internacionalmente en el siglo XVIII. Los estanques existentes fueron remodelados para darles contornos serpenteantes más naturales y pintorescos grupos de árboles complementaron las plantaciones a lo largo de los senderos. El pabellón y su muelle, diseñados por Rossi y terminados en 1825, formaban parte de este conjunto y estaban destinados «a encuentros románticos en las noches de verano tomando una taza de té o jugando a las cartas».
El propio Rossi diseñó las barandillas del muelle, que fueron realizadas por la fundición de hierro Aleksandrovsky. Una descripción que se conserva de las dos salas del pabellón registra que en una «el techo está pintado con figuras y arabescos de color limón. Los arcos sobre la puerta, las ventanas y los espejos están pintados con estuco... Las paredes están pintadas de amarillo... Los muebles son de caoba... el tapizado de percal azul con flores amarillas». En el otro, las paredes son verdes, «el techo está pintado con figuras y arabescos verdes, los muebles de caoba están cubiertos con cretona verde con flores amarillas».
El pabellón fue incluido en los trabajos de restauración, realizados entre 2002 y 2004, que devolvieron los jardines a los diseños originales de Rossi. Durante este tiempo se instaló en el pabellón un busto de Rossi, copia de una obra de Nikolái Pímenov. El 10 de julio de 2001, el pabellón fue designado «bien del patrimonio histórico y cultural de importancia federal».